# Calícrates de Esparta
Calícrates (en griego: Καλλικράτης) fue un soldado espartano que murió en la batalla de Platea en el 479 a. C. Heródoto lo menciona como el hombre más noble y bello de todos los griegos de su época. Fue muerto por una flecha justo antes de que los ejércitos se enfrentaran en Platea, y mientras los griegos esperaban a que las señales de los sacrificios fueran favorables.
Según Heródoto, mientras Calícrates moría le dijo a un platense llamado Arimnesto (griego: Αρίμνηστος) que no le dolía que hubiera muerto por Grecia, sino que le dolía que no hubiera demostrado su fuerza y que no hubiera hecho ningún acto de valor
En la obra de Heródoto, su nombre aparece entre los iranes (jóvenes espartanos) que eran enterrados separados del resto de los espartanos y de los ilotas.